# 維多利亞杜欣古

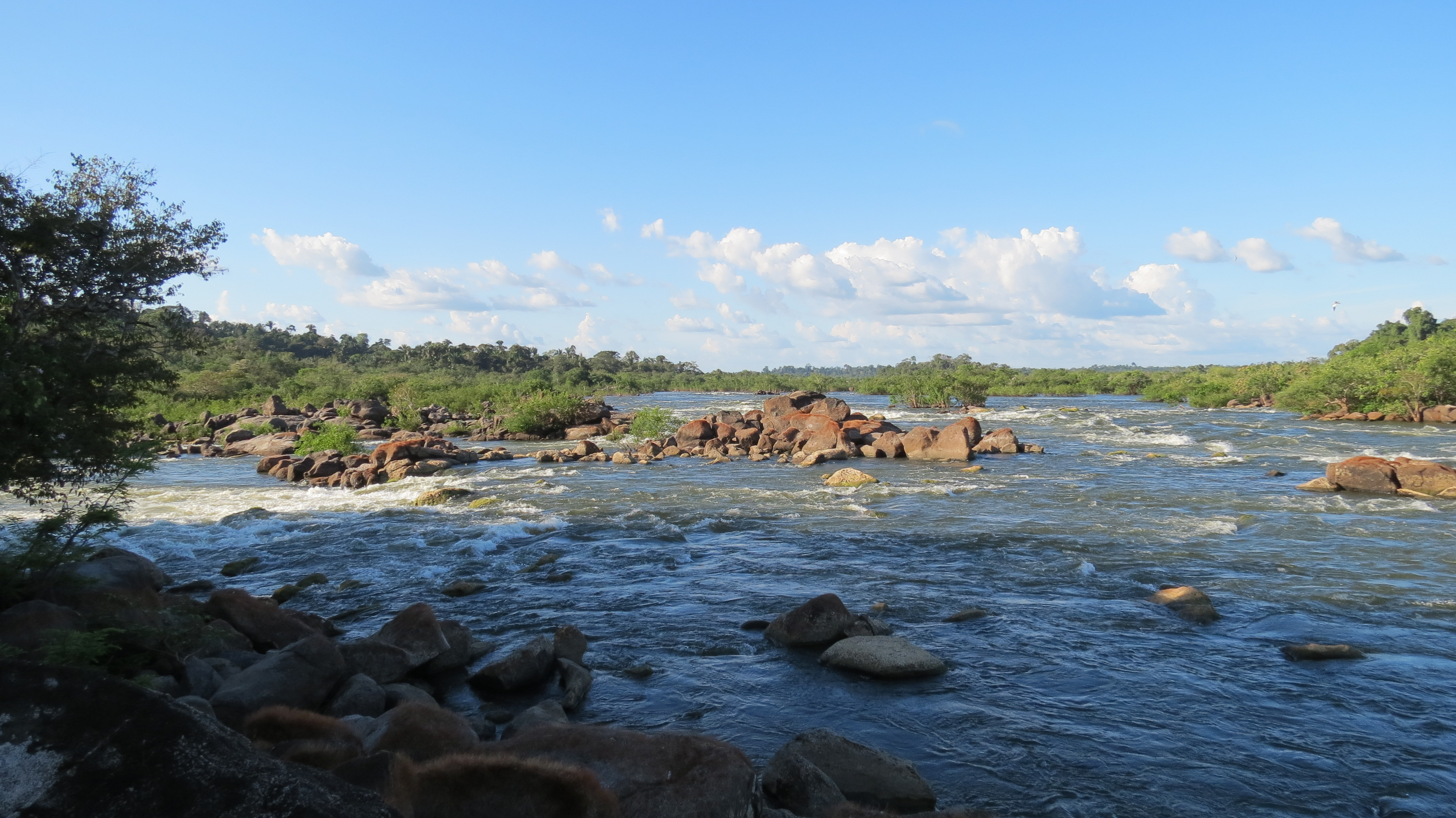
維多利亞杜欣古

維多利亞杜欣古（葡萄牙語：Vitória do Xingu），是巴西的城鎮，位於巴西北部，由帕拉州負責管轄，始建於1991年12月13日，面積3,090平方公里，2010年人口13,431，人口密度每平方公里4.35人。